# シャルトルーズグリーン
シャルトルーズグリーン (またはシャトルーズグリーン、英: chartreuse green) は色の一つ。 やや黄色がかった緑色のことで、フランスのシャルトルーズ修道院で作られたリキュールの色に由来する。 JIS慣用色名では「明るい黄緑」（略号 lt-YG）と定義している。 シャルトルーズイエローは、より黄色がかったリキュール（酒）の色を指す。